# Николаев, Михаил Иванович
Михаил Иванович Николаев (4 сентября 1958 года, Ачинск, Красноярский край) — миллиардер, финансист и предприниматель, работающий в России, основатель страховой компании «Наста» и «Российского промышленного банка». Ныне владелец семейного предприятия «Николаев и сыновья» и входящего в него винодельческого хозяйства «Лефкадия», энтузиаст российского виноделия.

## Биография
Михаил Иванович Николаев родился в 1958 году в городе Ачинск Красноярского края. В 1975 году, окончив среднюю школу в Ростове, Михаил Николаев поступил в Московский педагогический институт им. Мориса Тореза.
С 1981 года на протяжении 4 лет работал в протокольном отделе в Советском комитете защиты мира. В 1985 году закончил работу в должности заместителя заведующего редакцией издательства АПН «Новости».
После ухода из Комитета создал информационно-рекламный центр «ИнфоДизайн» и издательство «Магеллан», а с 1992 по 1999 годы работал председателем правления акционерного коммерческого банка «Юнибест», активно сотрудничавшего с банковскими кругами Бельгии. В 1997 году основал страховую компанию «Наста» и «Российский Промышленный Банк», где в 1998 году стал председателем совета директоров.
В 2000 году Николаев открыл ресторан «Кумир», пригласив шеф-поваром Мишеля Труагро, чей ресторан в городе Руан входит в Красный гид Мишлен. Но в начале «нулевых» московская публика была не готова к высоко-гастрономической кухне, Труагро покинул Москву, а ресторан продолжил работать под началом Жан-Клода Фюжье до своего закрытия в 2002 году по причине потери рентабельности.
В 2007-2008 годах Николаев продал страховую компанию «Наста» за 440 млн долларов Zurich Financial Services Group и 51 % Роспромбанка за 85 млн евро Marfin Popular Bank (сейчас Laiki Bank). В последний год перед продажей, в 2006 году, «Наста» входила в десятку крупнейших розничных страховых компаний России, по сумме премий располагаясь на шестом месте.
После продажи страхового бизнеса Михаил Николаев основал семейное предприятие «Николаев и сыновья». Под этой маркой выпускаются сыры, органические продукты, растительное масло холодного отжима, мёд. В 2007 году бизнесмен приобрёл более 1500 Га земли в Краснодарском крае, где основал винодельческое хозяйство, выпускающее вино под торговыми марками «Лефкадия» и «Ликурия», а также запустил девелоперский проект «Долина Лефкадия». Помимо строительства коттеджей и вилл на территории 1030 Га, проект предусматривает создание к 2019 году в Крымском районе бальнеологического курорта на 650 мест. Объём инвестиций — 1,2 млрд рублей.
В конце 2014 года Михаил Николаев стал акционером ОАО "Агрофирма «Саук-Дере». В будущем производство в Саук-Дере планируется расширить и реконструировать.
В 2023 году Николаев продал «Вина Лефкадии» в Саук-Дере ООО «Терруары Саук-Дере» Алексея Сидюкова. В сделку вошли примерно 300 га сельхозземель, пригодных для виноградников, а стоимость покупки превысила 1 млрд рублей. Цель продажи — сфокусироваться на премиальном направлении.

## Состояние, владения и должности

#### Состояние
- Состояние Михаила Николаева, по версии Forbes, оценивается в 36.900.000.000 рублей ($0,60 млрд) (2018)[2][3].

- Вошел в рейтинг журнала Forbes «200 богатейших бизнесменов России 2021», где занял 190 место с состоянием $600 млн.[4]

#### Владение
- Владения около 1500 Га земли в Краснодарском крае;
- Владения акциями компаний выпускающих вино под торговыми марками «Лефкадия» и «Ликурия», а также запустил девелоперский проект «Долина Лефкадия»;
- Владелец курорта, где находятся виллы и коттеджи за границей объемом на 650 мест;
- Акционер компании ОАО "Агрофирма «Саук-Дере», производство в Саук-Дере;
- Владелец предприятия «Николаев и сыновья». Под этой маркой выпускаются сыры, органические продукты, растительное масло, мёд.

#### Должности
- Заместитель главного редактора "АПН «Новости» c 1981 по 1986 г.
- Создатель и главный акционер информационно-рекламного центр «ИнфоДизайн» и издательство «Магеллан», а с 1992 по 1999 годы работал председателем правления акционерного коммерческого банка «Юнибест», активно сотрудничавшего с банковскими кругами Бельгии[5]. В 1997 году основал страховую компанию «Наста» и «Российский Промышленный Банк», где в 1998 году стал председателем совета директоров.

- В 2000 году Николаев открыл ресторан «Кумир», пригласив шеф-поваром Мишеля Труагро, чей ресторан в городе Руан входит в Красный гид Мишлен.[6] Но в начале «нулевых» московская публика была не готова к высоко-гастрономической кухне, Труагро покинул Москву, а ресторан продолжил работать под началом Жан-Клода Фюжье до своего закрытия в 2002 году по причине потери рентабельности

## Личная жизнь
Женат; супруга — Марина Николаева — президент благотворительного фонда «Премия Кумир», который один раз в два года присуждает актёрам премии за работы в кино, театре и на телевидении. Четверо детей.
- Старший сын — Кирилл Михайлович
- Средний сын — Михаил Михайлович (1989 г.р.), является управляющим партнёром семейного предприятия «Николаев и сыновья»
- Младший сын — Алексей Михайлович
- Дочь — Ольга Михайловна

Михаил Николаев занимается коллекционированием: на территории хозяйства «Лефкадия» создал музей вина с редкими экспонатами, собранными по всему миру, например, скульптуры путти и перегонный аппарат Дорна.
Является приверженцем здорового образа жизни.